# Jacques Bertho
 (juin 2025).
Pour les articles ayant des titres homophones, voir Jacques Berthault et Jacques Bertaux.
Jacques Bertho ou encore Jacques Joseph Pierre Marie Bertho, né le 17 août 1902 à Escoublac (Loire-Inférieure) et mort le 2 mars 1990 à Montferrier (Hérault), est un missionnaire et un homme politique français.

## Mandats
- Député du Dahomey-Togo (1945-1946)